# Neoathyreus inermis
Neoathyreus inermis es una especie de coleóptero de la familia Geotrupidae.

## Distribución geográfica
Habita en Perú y Brasil.